# Islas Salomón en los Juegos Olímpicos de Barcelona 1992
Las Islas Salomón estuvieron representadas en los Juegos Olímpicos de Barcelona 1992 por un deportista masculino que compitió en halterofilia.
El equipo olímpico salomonense no obtuvo ninguna medalla en estos Juegos.